# Церква Святої Анни (Белен)
Церква Святої Анни або Церква Сантана-да-Кампіна (порт. Igreja de Nossa Senhora de Santana da Campina) — католицький храм у місті Белен, штат Пара, Бразилія. Храм освячений на честь святої Анни і носить свою назву від назви міського району Сантана-да-Кампіна, де він розташований. Входить до складу архієпархії Белен-до-Пара. Національна історична пам'ятка (ID 434/2).
Будівництво храму в стилі італійського бароко почалося в 1762 за проектом італійського архітектора Джузеппе Ланді. Освячення храму відбулося 2 лютого 1782. Храм став другою католицькою церквою, побудованою в Белені.
Під час бунтарських рухів Кабанажен у північній Бразилії храм зазнав значного розграбування, під час якого було зруйновано дві бічні вежі.
У 1840-1855 проводилося зовнішнє відновлення церкви, під час якого було відновлено фасад храму та збудовано дві нові вежі.
У 2004 розпочалася реставрація, під час якої було повернуто деякі початкові барочні елементи.